# Pierre-Paul Prud'hon

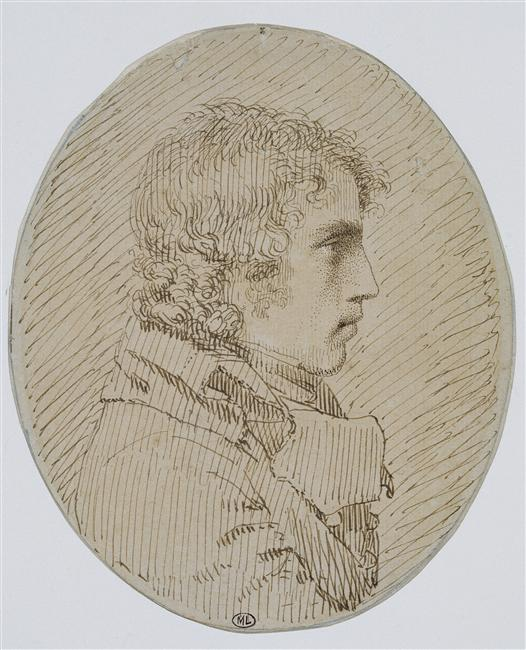
Pierre-Paul Prud'hon (zelfportret)

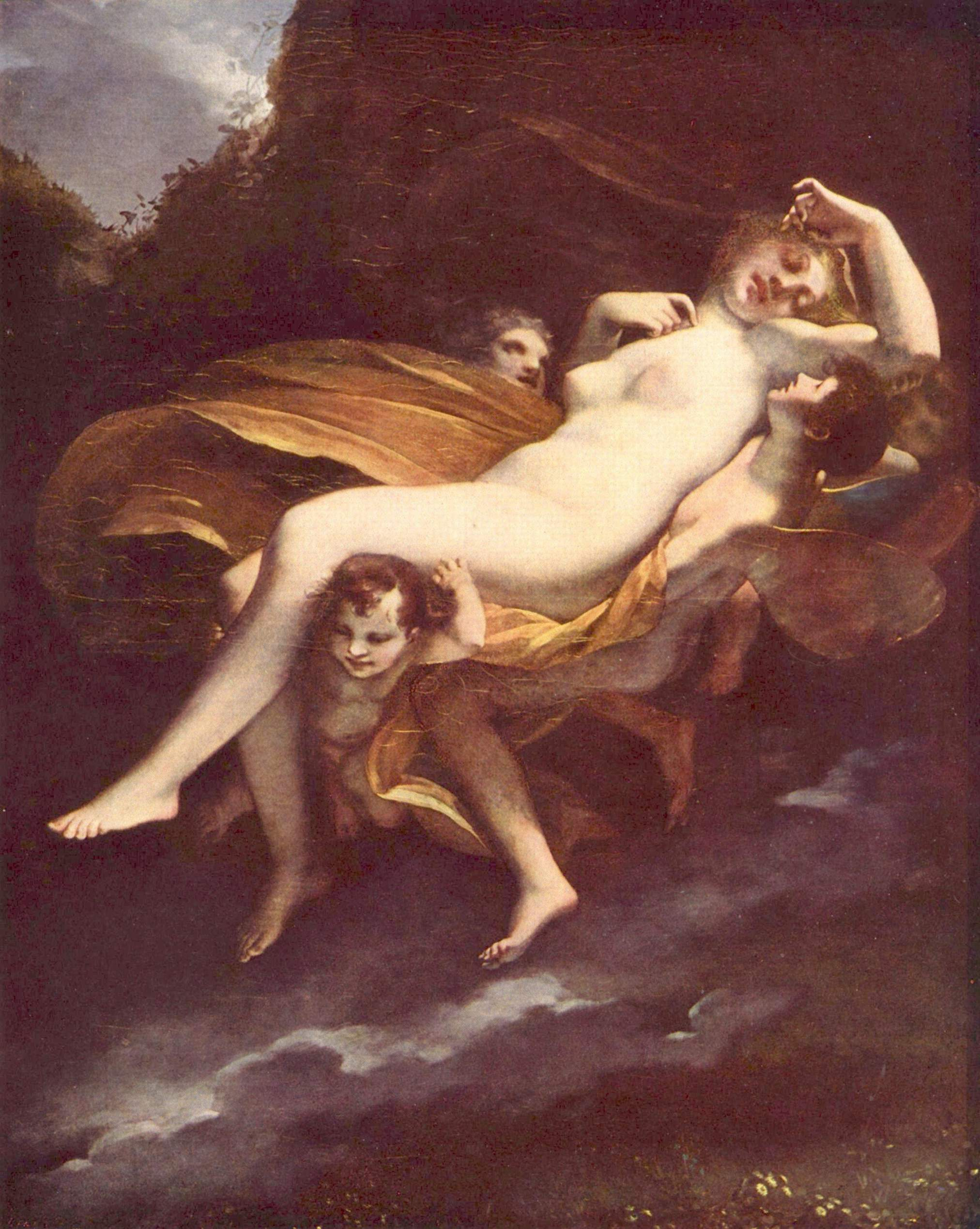
De schaking van Psyche, ca. 1808, olieverf op doek, Louvre, Parijs

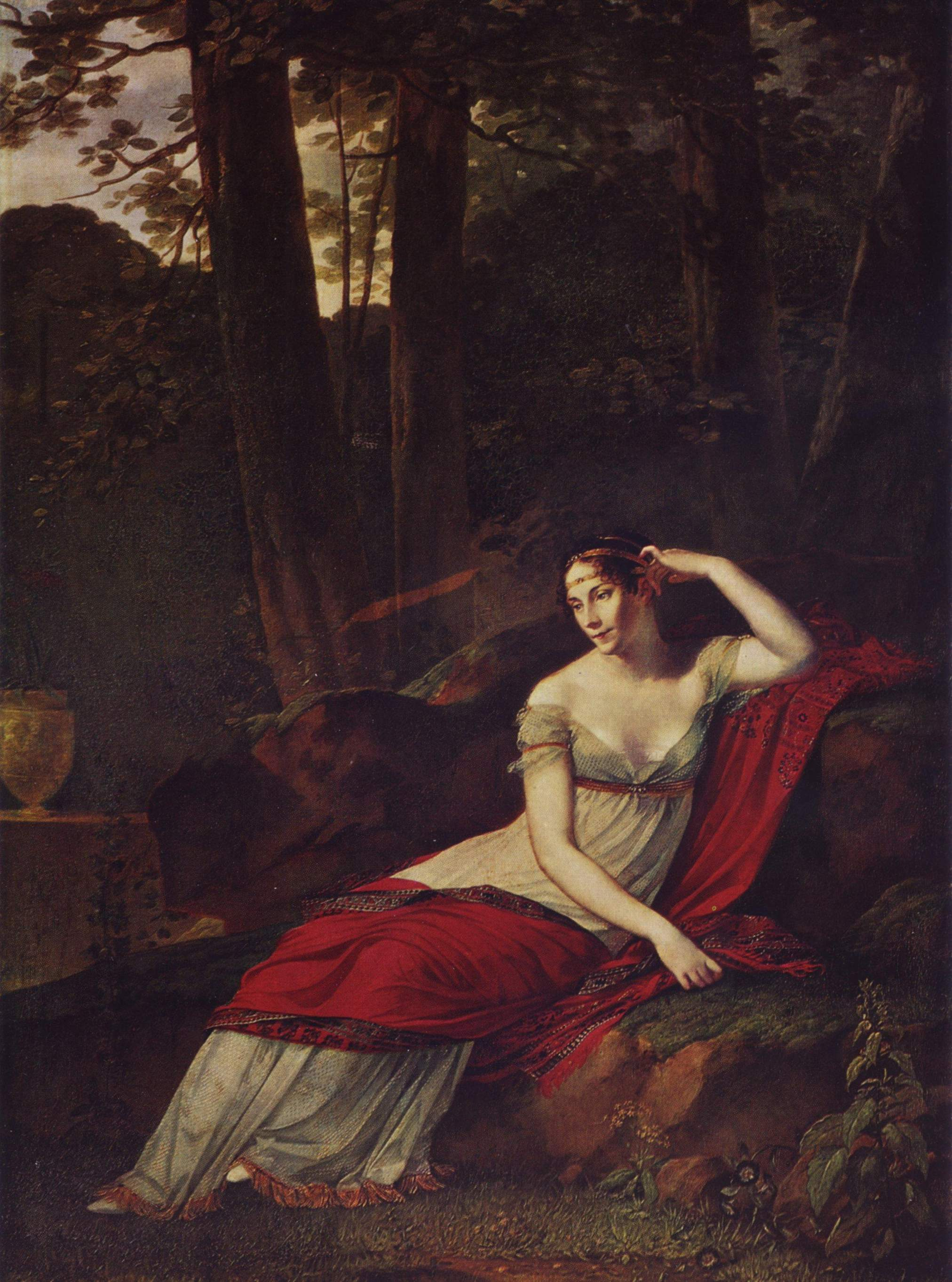
Portret van Joséphine de Beauharnais, 1805, Louvre

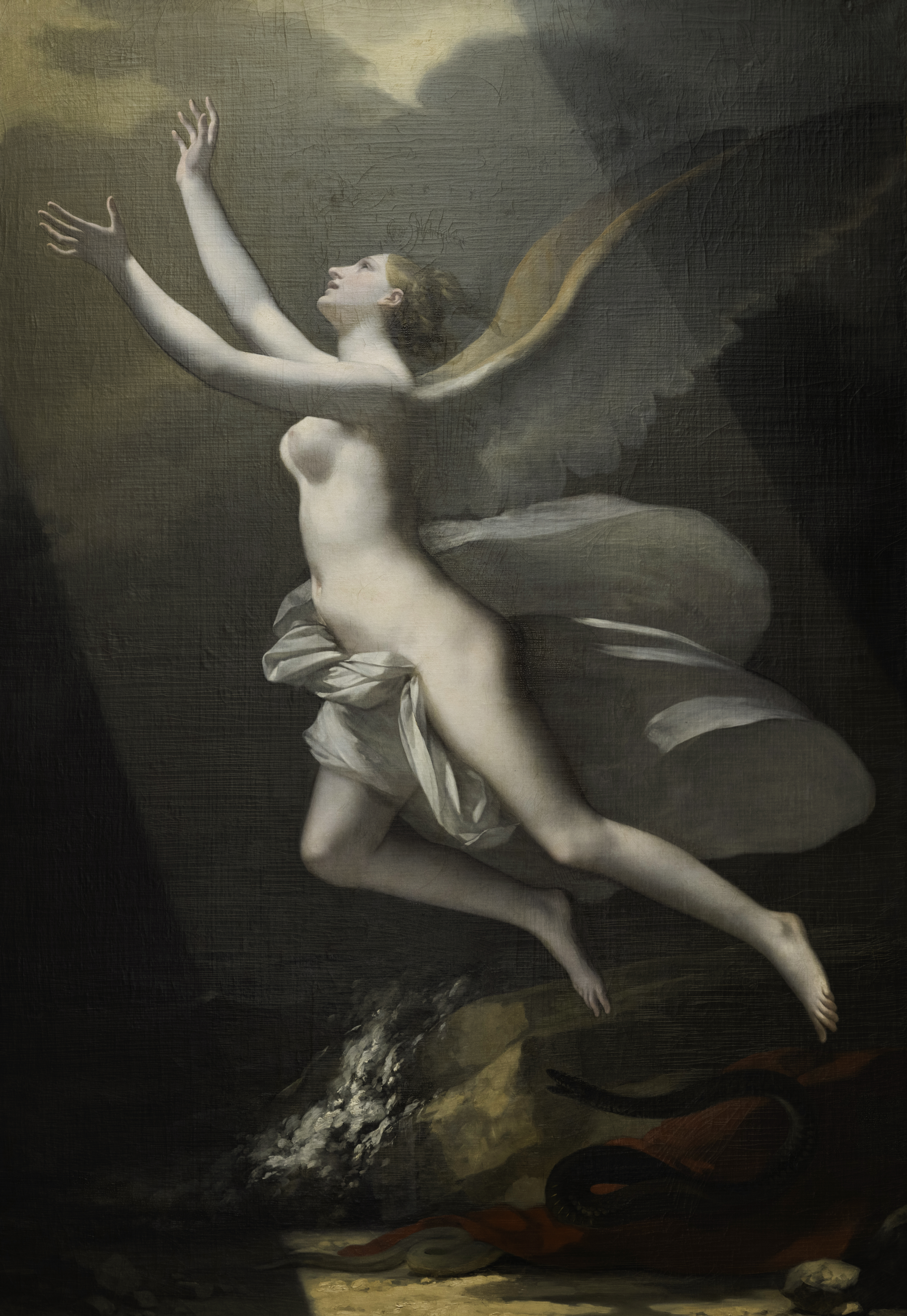
De ziel verbreekt de banden die haar aan de aarde binden, 1821-23, Louvre

Pierre-Paul Prud'hon (Cluny, Saône-et-Loire, 4 april 1758  – Parijs, 16 februari 1823) was een Frans kunstschilder en tekenaar. Hij was werkzaam in de periode van de overgang van classicisme naar romantiek. Hij ontwikkelde hierin zijn eigen stijl en vervaardigde mythologische, idyllische en allegorische taferelen en portretten. Ook ontwierp hij meubels, wandschilderingen en tafelversieringen.

## Jeugd en studieperiode
Pierre-Paul Prud'hon, geboren als Pierre Prudon, was de zoon van een steenhouwer. Hij groeide op in Cluny en bezocht er de kloosterschool. Zijn artistieke opleiding volgde hij aan de École des Beaux-Arts in Dijon en aan de Acadėmie Royale in Parijs. Hij veranderde zijn achternaam in Prud'hon en voegde de naam Paul toe aan zijn voornaam, dat laatste ter ere van Peter Paul Rubens. In 1784 won hij de Prix de Rome. Deze prijs stelde hem in staat de volgende vier jaar in Rome door te brengen. Hier bestuurde en kopieerde hij de klassieke werken van onder meer Rafael, Leonardo da Vinci en Correggio. Vooral het werk van deze laatste beïnvloedde hem sterk, zoals blijkt uit zijn gebruik van een sfeervol clair-obscur.

## Erkenning
Hij keerde terug naar Frankrijk en omarmde in Parijs de ideeën van de Franse Revolutie. Hij werd samen met Jacques-Louis David lid van een kunstenaarsclub.
Rond 1800 vond hij brede erkenning en vanaf die tijd ontving hij vele opdrachten, onder andere van Napoleon. Befaamd is zijn portret van Portret van Keizerin Joséphine, een romantisch portret van Napoleons echtgenote Joséphine de Beauharnais, dat zich momenteel bevindt in het Louvre in Parijs. Ook werkte hij voor Napoleons tweede echtgenote, Marie-Louise. Andere opdrachten van Napoleon behelsden allegorische schilderijen en plafond-decoraties. In 1816 werd hij lid van het Institut de France.
Vanaf 1802 had Prud'hon een relatie met Constance Mayer, die achtereenvolgens zijn leerling, compagnon, verzorgster van zijn 5 kinderen en minnares was. Toen hij weigerde met haar te trouwen pleegde zij in 1821 zelfmoord. Door de intensieve samenwerking is soms niet zeker welke werken aan Prud'hon moeten worden toegeschreven en welke aan Mayer.  
Prud'hon ontving veel waardering van andere kunstenaars onder wie Stendhal, Delacroix, Millet en Baudelaire.
Tot zijn beroemdste werken behoort de Kruisiging (1822), geschilderd voor de Kathedraal van Metz, momenteel te zien in het Louvre. Ook zijn tekeningen, vaak uitgevoerd in zwart krijt op blauw papier, konden rekenen op veel waardering.